# Severinia turcomaniae cairaccumi
Severinia turcomaniae cairaccumi es una subespecie de mantis de la familia Mantidae.

## Distribución geográfica
Se encuentra en Turkmenistán.